# Dasypogonaceae
Dasypogonaceae – rodzina roślin jednoliściennych, w systemie APG IV z 2016 uznana za siostrzaną dla palm i razem z nią tworząca rząd arekowców Arecales. Do rodziny należą 4 rodzaje z 16 gatunkami występującymi w południowej i zachodniej Australii. Występują w suchych zbiorowiskach zaroślowych i leśnych. Niektóre gatunki sadzone są jako ozdobne.

## Morfologia
PokrójRośliny drewniejące, o pędzie prostym, rozgałęziającym się monopodialnie.
LiścieSkrętoległe, bifacjalne, na przekroju poprzecznym V- lub U-kształtne, na brzegu piłkowane.
KwiatyObupłciowe, skupione w główkowate kwiatostany na szczycie głąbika lub (rzadziej) pojedyncze (u Baxteria – osiągają do 8 cm długości). Posiadają dwa okółki barwnych listków trwałego okwiatu. Listki wolne lub zrosłe u nasady. Pręcików jest 6 i przylegają one do listków okwiatu. Zalążnia 1- lub 3-komorowa.
OwoceSuche, niepękające, zamknięte w trwałym okwiecie. Zawierają kulistawe nasiona.

## Systematyka
Rodzina w systemie APG IV z 2016 uznana za siostrzaną dla palm i razem z nią tworząca rząd arekowców Arecales. Ostatni wspólny przodek współczesnych arekowców datowany jest na okres od 102 do 199 milionów lat temu. W systemie APG III (2009) rodzina umieszczona była prowizorycznie w politomii z arekowcami (Arecales) i kladem obejmującym pozostałe komelinowe (Commelinidae). Wcześniej klasyfikowana była do rzędu szparagowców (Asparagales). Ze względu na podobieństwa morfologiczne uznawana była za blisko spokrewnioną z rodzinami Asphodelaceae (podrodzina Xanthorrhoeoideae) i Asparagaceae  (podrodzina Lomandroideae) – m.in. w systemie Takhtajana (1997). W systemie Takhtajana z 2009 wąsko ujmowane Dasypogonaceae obejmowały tylko rodzaje Kingia i Dasypogon, rodzaj Calectasia wyróżniany był w randze własnej rodziny Calectasiaceae, a obie te rodziny łączone były z rodziną Lomandraceae (współcześnie podrodzina Lomandroideae w obrębie szparagowatych) w rząd Dasypogonales o niejasnej pozycji systematycznej. W systemie Cronquista z 1981 rodzaje tu zaliczane włączane były do żółtakowatych Xanthorrhoeaceae.
Klasyfikacja
Podrodzina Dasypogoneae Engler (synonim: Calectasiaceae Endlicher)
- Calectasia R. Brown
- Dasypogon R. Brown

Podrodzina Kingieae Horaninow (synonimy: Baxteriaceae Takhtajan, Kingiaceae Schnizlein)
- Baxteria R. Brown
- Kingia R. Brown